# رافليسيا ليوناردية
الرافليسيا الليوناردية (باللاتينية: Rafflesia leonardi) نوع نباتي يتبع جنس الرافليسيا من الفصيلة الرافليسية.
الموطن الأصلي لهذا النوع الفلبين.

## الوصف النباتي
نباتات هذا الجنس ليس لها سوق أو أوراق أو جذور، بل النبات عبارة عن زهرة فقط لها خمس بتلات.